# Tschapan

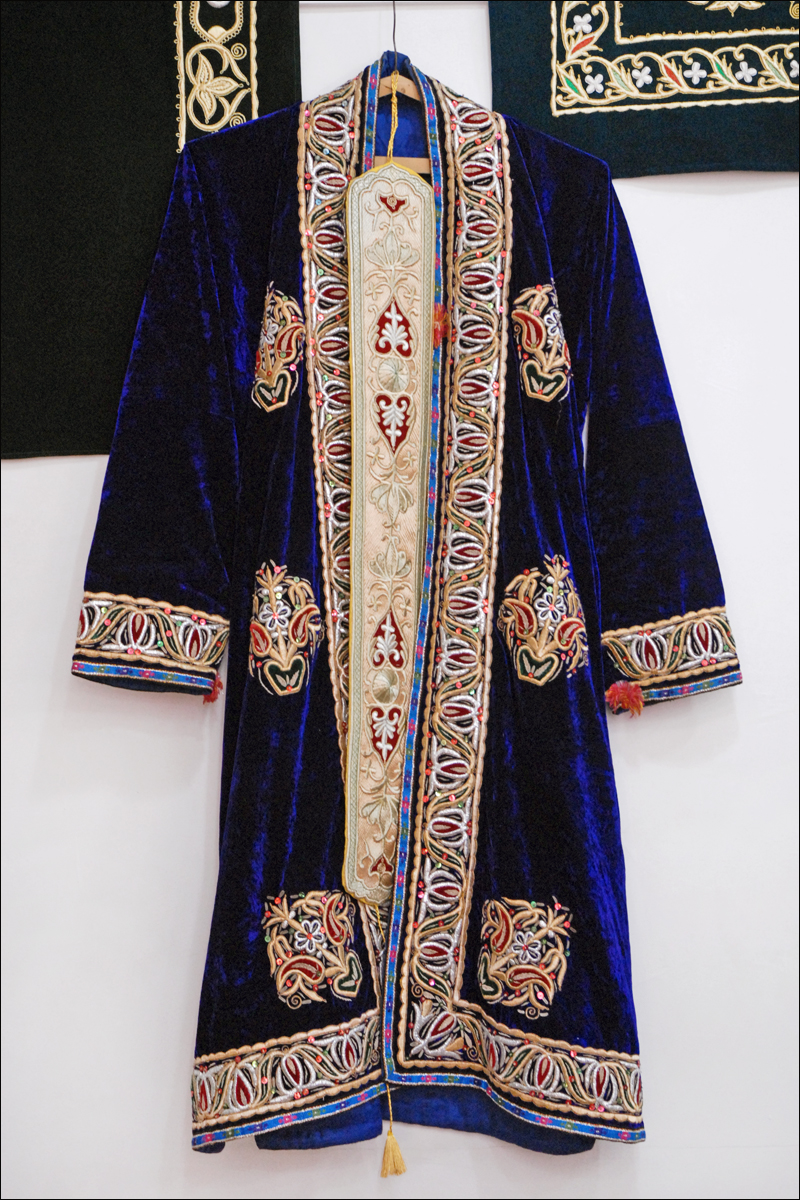
Tschapan mit Goldstickerei (Buchara, Usbekistan, 2011)

Tschapan (kirgisisch чапан) ist ein Hausmantel und das Hauptelement der Männertracht in Usbekistan. Er ist in ganz Zentralasien beliebt, also auch in Afghanistan, Tadschikistan, Kasachstan und Kirgisistan.
Traditionell wurde ein gestreifter, in Atlasbindung gewebter „Beqasam“-Stoff aus Seide oder Baumwolle verwendet, um Herrenmäntel zu nähen. Für jedes Wetter gab es passende Hausmäntel: Für den Sommer wurden die Hausmantel aus Baumwolle und anderen leichten Stoffen genäht, und für den Winter wurden wattierte, gesteppte Tschapans verwendet. Die Stoffe hatten auch ihre soziale Trennung. Zum Beispiel trugen Handwerker Tschapans aus Plüsch mit Ärmeln aus Satin, Aristokraten bevorzugten Seide oder Samt. Die Tschapans für die Elite wurden mit goldenen Nähten, silbernen Fäden und Seidenapplikationen verziert. Aus Buchara kommen berühmte mit Gold bestickte Stücke. Ein solches Tschapan als Geschenk zu erhalten, bedeutete, die Gnade eines wichtigen Menschen zu verdienen. Heute werden Tschapans auch aktiv an verschiedene Menschen gegeben, und ein solches Geschenk spricht von Respekt für den Geber.
Nach dem Tschapan konnte man nicht nur den Wohlstand einer Person beurteilen, sondern auch den Wohnort. Für die Region Taschkent sind gedämpfte Farben charakteristisch, ein geflochtenes Gewebe dient als Dekoration. Im Buchara und Samarkand bevorzugen blaue oder burgunderrote Roben, die mit goldenen Stickereien verziert sind, die Choresmien tragen gestreifte Tschapans.
Tschapans wurden nicht nur von Männern getragen, sondern auch von Kindern und sogar von Frauen. Der Hausmantel für Frauen unterscheidet sich in einem anderen Schnitt – das Unterteil wurde erweitert und die Ärmel sind etwas kürzer. Frauen trugen Tschapans nur im Winter, um sich vor Kälte zu schützen. Der Schmuck der weiblichen Tschapans war ausschließlich ein Zopf.
Die heutige Produktion von Tschapans erfolgt weitgehend maschinell; aber es gibt auch noch  von Hand genähte Exemplare. Trotz der Konkurrenz durch westliche Kleidung ist der Tschapan wegen seiner Bequemlichkeit, Schönheit und Einfachheit weiterhin beliebt.